# Ґуґандзі
Ґу́ґандзі (яп. 弘願寺, ぐがんじ, «монастир Великого заповіту») — буддистський монастир секти Дзьодо-сінсю на острові Сімо-Камаґарі, в місті Куре префектури Хіросіма, Японія. Розташований в місцевості Санносе, на східному узбережжі острова.

## Короткі відомості
Ґуґандзі було засновано 1525 року дзенівським ченцем Дзьодзьо на заході містечка Санносе острова Сімо-Камаґарі, неподалік від острівної гори. Початково обитель була дочірньою установою монастиря Комьодзі, розташованого на території села Мукаї сусіднього острова Камі-Камаґарі.
Протягом періоду Едо (1603 — 1867) в Ґуґандзі постійно проживали монахи-перекладачі. Їхнім обов'язком було обслуговування корейських посольств, що зупинялися в Сімо-Камаґарі по дорозі до Едо.
На початку 18 століття Ґуґандзі змінив конфесійну приналежність з дзен-буддизму на амідаїзм секти Дзьодо-сінсю.
Ґуґандзі був рідною домівкою для Наґано Сіґео (1900 — 1984), директора Японської сталеливарної корпорації, та Наґао Мамору (1890 — 1970), депутата Палат представників та радників японського Парламенту.